# Toulouse Tech
Toulouse Tech es una institución pública de educación superior francesa que reúne ocho de las  escuelas de ingeniería de Toulouse.

## Miembros
Toulouse Tech está formada por los siguientres centros docentes: 
- Institut catholique d'arts et métiers, fundada en 1898.
- Institut Supérieur de l'Aéronautique et de l'Espace, fundada en 1909.
- Instituto Nacional de Ciencias Aplicadas de Toulouse, fundada en 1963.
- École nationale de l'aviation civile, fundada en 1949.
- Institut national polytechnique de Toulouse, fundada en 1969.
- École nationale supérieure des mines d'Albi-Carmaux, fundada en 1993.
- Universidad Paul Sabatier, fundada en 1969.
- Institut national universitaire Jean-François Champollion, fundada en 2002.